# یوپراکسی

یوپراکسی

یوپراکسی (به انگلیسی: uProxy) بر اساس طرحی از شرکت ایده‌های گوگل، زیر مجموعه‌ای از شرکت اینترنتی گوگل، و به منظور مبارزه با سانسور اینترنتی و دستیابی افراد به به اینترنت آزاد ابداع شده است که همچنین در مرحله آزمایشی است.
یوپراکسی با نصب افزونهای بر روی مرورگر گوگل کروم یا فایرفاکس به کاربران اجازه می‌دهد تا بااتصال به یک مرورگر آزاد مورد تأییدشان به وبگاه‌هایی که فیلتر شده‌اند، دسترسی پیدا کنند. این فناوری شبیه ایجاد شبکهٔ خصوصی مجازی VPN از طریق مرورگرهاست که از جمله مزیتهای آن نیاز نداشتن به نصب نرم‌افزار جدید، رایگان بودن و امنیت بسیار بالای آن درحفظ اطلاعات کاربر است.

## مشارکین طرح
این برنامه با طرح اولیه و حمایت شرکت ایده‌های گوگل و سپس همکاری دانشگاه واشینگتن و سازمان غیرانتفاعی نرم‌افزار نیو بریو ساخته شده است. یوپراکسی برای نخستین بار در اکتبر ۲۰۱۳ در نشست معرفی برنامه‌های تازه گوگل در نیویورک معرفی شد و توجه بسیاری از ناظران را به خود جلب کرد.